# Agitation
Die politische Agitation (lateinisch agitare „aufregen, aufwiegeln“) steht für:
- (abwertend) die meist aggressive Beeinflussung Anderer in politischer Hinsicht. Der Begriff wird in der Umgangssprache, aber auch in journalistischen Kommentaren bisweilen abwertend benutzt. Der Agitator wird oft gleichgesetzt mit einem Aufwiegler, Anstifter, Hetzer und Unruhestifter (siehe Demagoge);
- politische Aufklärungsarbeit oder Werbung für politische oder soziale Ziele.

Ein Agitator will insbesondere durch motivierende, anspornende oder aufrührerische Reden und Veröffentlichungen eine größere Anzahl an Menschen zu einer gemeinsamen Aktion oder Reaktion bewegen (meist im Hinblick auf einen politischen Gegner).

## Agitation und Propaganda bei Lenin
Das Konzept von Agitation und Propaganda hatte einen zentralen Stellenwert in politisch-organisatorischen Debatten der frühen russischen Sozialdemokratie und sollte diese Bedeutung auch zu Zeiten der Sowjetunion behalten. Lenins Unterscheidung in Agitation und Propaganda folgte jener Plechanows, der diese schon 1891 folgendermaßen bestimmte: „Der Propagandist vermittelt viele Ideen an eine oder mehrere Personen, der Agitator aber vermittelt nur eine oder nur wenige Ideen, dafür aber vermittelt er sie einer ganzen Menge von Personen.“ Lenin entwickelt den Gedanken in seinen Schriften weiter: „… der Propagandist (muss) zum Beispiel bei der Behandlung der Frage der Arbeitslosigkeit die kapitalistische Natur der Krisen erklären, die Ursache ihrer Unvermeidlichkeit in der modernen Gesellschaft aufzeigen, die Notwendigkeit der Umwandlung dieser Gesellschaft in eine sozialistische darlegen usw. (…) Der Agitator hingegen, der über die gleiche Frage spricht, wird das allen seinen Hörern bekannteste und krasseste Beispiel herausgreifen – z. B. den Hungertod einer arbeitslosen Familie, die Zunahme der Bettelei usw. – und wird alle seine Bemühungen darauf richten, auf Grund dieser allen bekannten Tatsache der ‚Masse‘ eine Idee zu vermitteln: die Idee von der Sinnlosigkeit des Widerspruchs zwischen der Zunahme des Reichtums und der Zunahme des Elends, er wird bemüht sein, in der Masse Unzufriedenheit und Empörung über diese schreiende Ungerechtigkeit zu wecken, während er die restlose Erklärung des Ursprungs dieses Widerspruchs dem Propagandisten überlassen wird. Der Propagandist wirkt darum hauptsächlich durch das gedruckte, der Agitator durch das gesprochene Wort.“ Zur Veranschaulichung der Unterscheidung nennt Lenin als Beispiele für Propagandisten Kautsky und Lafargue und für Agitatoren Bebel und Guesde.

## Agitation im Staatssozialismus

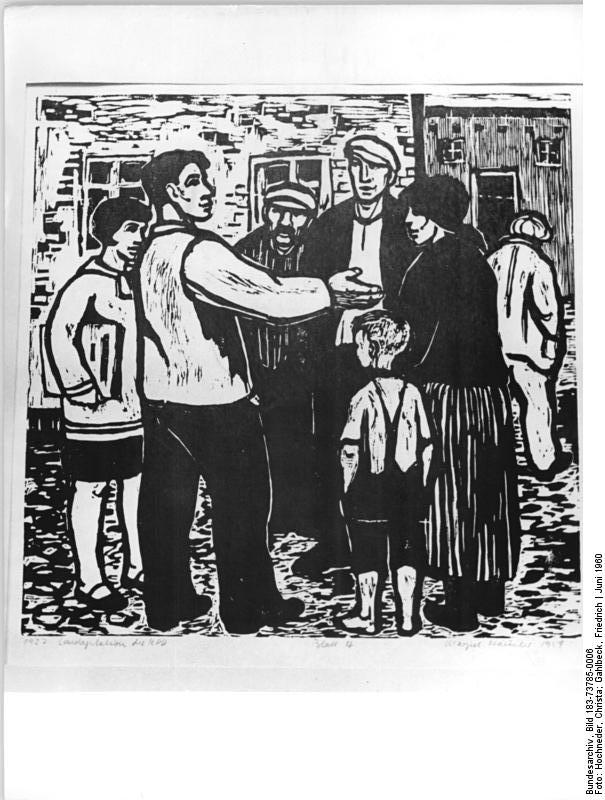
Landagitation der KPD 1927 (Werk der Künstlerin Margret Häusler, 1960)

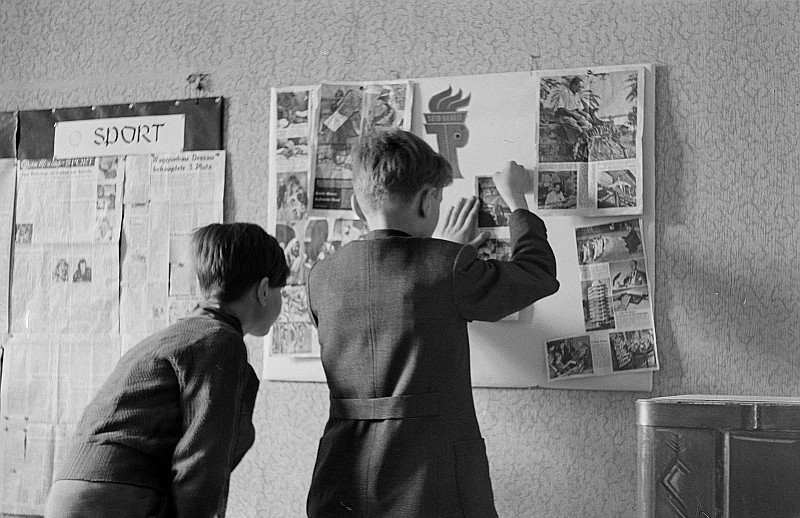
Zwei Jungen beim Erstellen einer Pionier-Wandzeitung, Leipzig 1950

In kommunistischen Parteien und Staaten ist die Funktion des Agitators gegebenenfalls sogar ein Amt. In der DDR gab es bereits an den Schulen die Position des Agitators. Ein oder auch mehrere Schüler, meist Junge Pioniere, jeder Klasse waren dafür zuständig, durch Wandzeitungen und die politische Kommunikation über die in den staatlichen Medien publizierte und öffentlich herrschende Meinung zu informieren und frühzeitig meinungsbildend auf das Klassenkollektiv einzuwirken. Im Sekretariat des Zentralkomitees der SED gab es Abteilungen für Agitation und Propaganda, die unter anderem für die Steuerung der Medien zuständig waren.

## Abgrenzung von der Propaganda
Während man im Zusammenhang mit sozialistischen, bolschewistischen, stalinistischen und maoistischen Parteien überwiegend von Agitation (ggfs. noch von Agitprop) spricht, wenn man die politische Verführungskunst meint, findet man im Hinblick auf Nationalsozialismus und Faschismus fast ausschließlich den Begriff Propaganda.
Der Begriff „Agitation“ war zwar vorübergehend positiv besetzt, während „Propaganda“ tendenziell pejorativ benutzt wird, aber ist ebenso wie Propaganda als ursprünglich positive Bezeichnung bei den demokratischen Parteien weitgehend außer Gebrauch gekommen.
Im herrschenden Sprachgebrauch ist Propaganda oft Propaganda für etwas (z. B. ein Regime), Agitation hingegen meist Agitation gegen irgendwelche Missstände oder ihre (vermeintlichen oder wiederum propagandistisch als solche bezeichneten) Verursacher. Obwohl von gleicher etymologischer Herkunft (agitare = „treiben“), wird, um Agitation negativ zu konnotieren, oft das deutsche Wort „Hetze“ benutzt.
Während „Propaganda“ außerdem eher das medial-publizistische Erzeugnis im Rahmen eines institutionellen Apparates und nicht so sehr den Vorgang bezeichnet, verhält es sich bei „Agitation“ genau umgekehrt.